# Smitsonit
Smitsonit là một khoáng vật cacbonat kẽm (ZnCO3). Smitsonit từng được xác định cùng với hemimorphit trước khi nó được nhận ra chúng là 2 khoáng vật khác nhau. Hai khoáng vật này có vẻ bề ngoài rất giống và thuật ngữ calamine được dùng để chỉ cả hai nên gây ra một số nhầm lẫn. Smitsonit được đặt tên năm 1832 bởi François Sulpice Beudant để tưởng nhớ đến nhà hóa học và nhà khoáng vật học người Anh, James Smithson (c.1765–1829), người thành lập học viện Smithson và phát hiện khoáng vật đầu tiên năm 1802.

## Hình ảnh

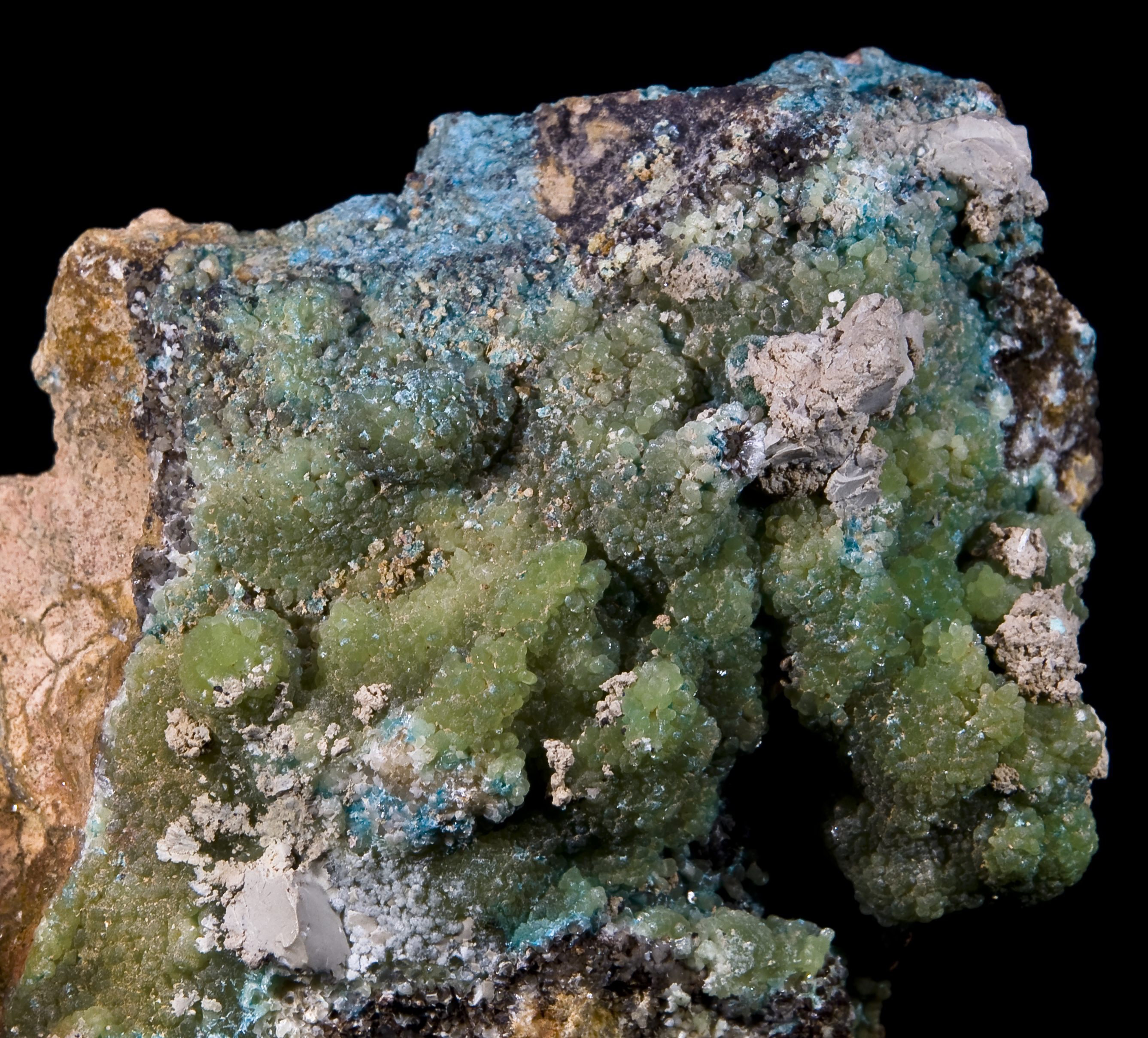
Cuprosmithsonite - Chessy-les-Mines,France
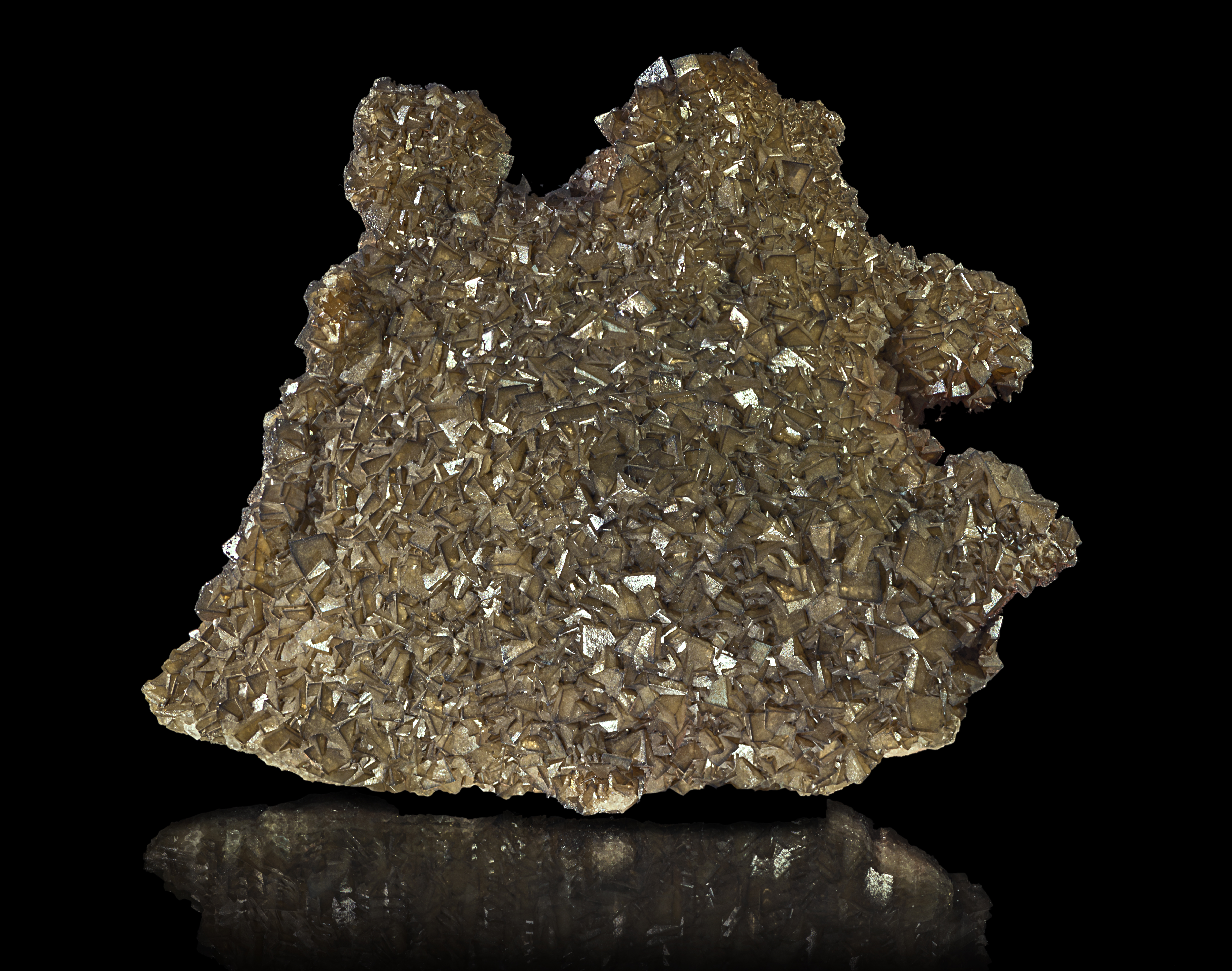
Cadmiosmithsonite Tsumeb Namibie
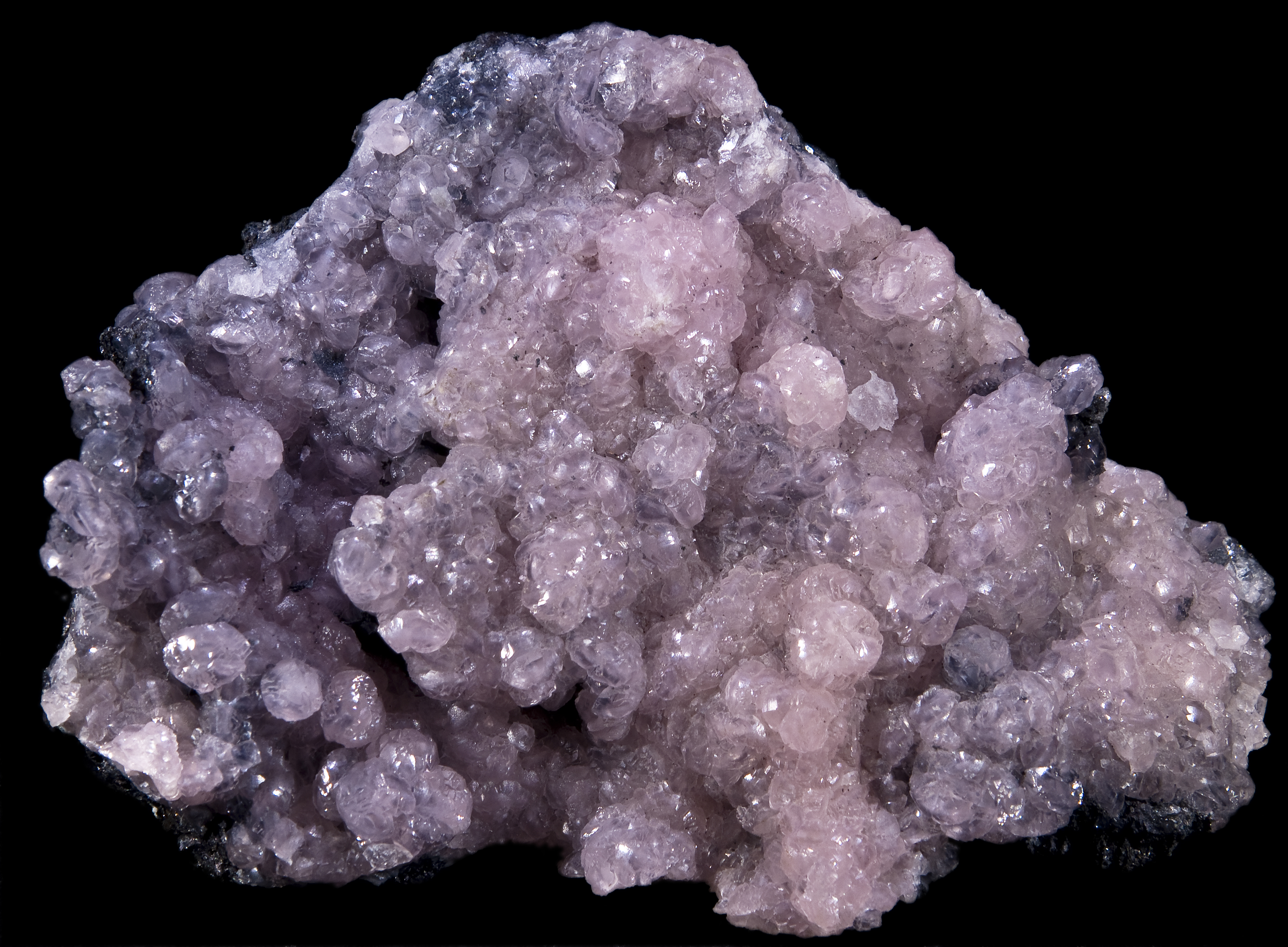
Cobaltosmithsonite Tsumeb Namibie
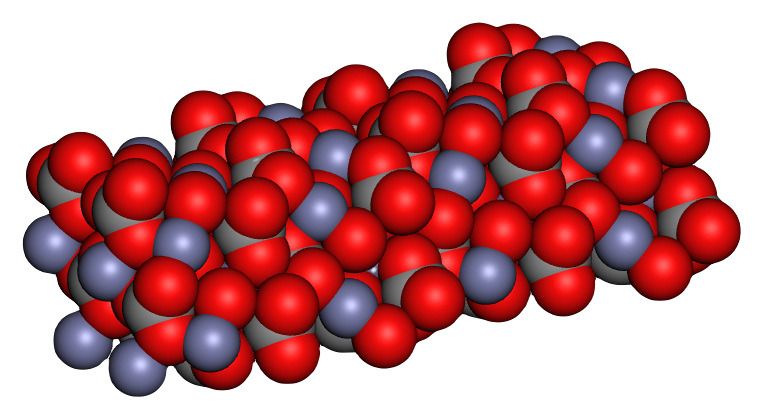
Cấu trúc tinh thể